# Minicia candida obscurior
Minicia candida là một loài nhện trong họ Linyphiidae.
Loài này thuộc chi Minicia. Minicia candida obscurior được J. Denis miêu tả năm 1963.